# Clifford D. Simak
Clifford Donald Simak (3. august 1904 – 25. april 1988) var en af USA's førende science fiction-forfattere. Han modtog tre Hugo-priser og en Nebula-pris.

## Biografi
Clifford D. Simak blev født i Millville i staten Wisconsin. Han giftede sig med Agnes Kuchenberg i 1929 og fik to børn sammen med hende. Simak gik på universitet og arbejdede senere for forskellige aviser i Midtvesten. I 1939 blev han tilknyttet avisen Minneapolis Star and Tribune, og han arbejdede for avisen, til han gik på pension i 1976. I 1949 blev han nyhedsredaktør på avisen. Han døde i Minneapolis.

## Forfatterkarriere
Simak begyndte at skrive science fiction til de såkaldte kulørte blade i 1931 men holdt op igen i 1933. Den eneste science fiction-historie, han skrev mellem 1933 og 1937, var The Creator, der er en historie med religiøst indhold, hvilket var usædvanligt på det tidspunkt.
Da John W. Campbell begyndte at omdefinere hele science fiction-området i slutningen af 1937, vendte Simak tilbage til genren og var en fast bidragyder til Astounding Stories i hele den såkaldte science fiction-guldalder (1938-1950). Hans første udgivelser, som f.eks. Cosmic Engineers (1939), fulgte traditionerne fra den tidligere såkaldte "superscience"-genre, men han udviklede snart sin egen stil, der normalt beskrives som blid og pastoral. En typisk alien hos Simak vil sandsynligvis sidde på verandaen et eller andet sted i Wisconsin og drikke en øl sammen med hovedpersonen, snarere end invadere Jorden. I samme periode udgav Simak også adskillige krigs- og westernshistorier i div. kulørte magasiner.
Simak skrev romaner op gennem 1950'erne og 1960'erne. Kvaliteten af hans længere værker dalede noget i 1970'erne i takt med, at hans helbred blev dårligere, men hans kortere værker værdsættes stadig meget. Med hjælp fra en ven fortsatte han med at skrive og udgive science fiction og, senere, fantasy, til han var over 80 år.

## Gennemgående temaer
Simaks historier gentager ofte et par få grundlæggende temaer og ideer. Det vigtigste er selvfølgelig, at de foregår på landet i Wisconsin. En knarvorn, individualistisk nybyggertype følger også med – det bedste eksempel er nok Hiram Taine, hovedpersonen i The Big Front Yard. Hirams hund "Towser" er også et af Simaks kendetegn.
En anden idé, man ofte støder på hos Simak, er at der ikke findes nogen fortid, som en tidsrejsende kan tage til. I stedet bevæger verden sig langs en strøm af tid, og hvis man skal rejse til et andet sted i tiden, rejser man til en helt anden verden. Således bliver jorden i romanen City (dansk titel Byen) oversvømmet af myrer, men intelligente hunde og de tilbageblevne mennesker undslipper til andre verdener i tidsstrømmen. I Ring Around the Sun undslipper de forfulgte paranormale til andre jordkloder som, hvis man kunne se dem på samme tid, ville være på forskellige stadier af deres kredsløb omkring solen – heraf titlen. I Time Is the Simplest Thing undslipper en paranormal pøbelen ved at bevæge sig bagud i tid, blot for at finde ud af at fortiden er et sted, hvor der intet levende, er og hvor genstande nærmest ingen substans har.

## Romaner
- The Creator (1935)
- Cosmic Engineers (1939)
- Empire (1951)
- Time and Again (1951, dansk titel Den tavse krig: en fremtidsroman)
- City (1952, dansk titel Byen)
- Ring Around the Sun (1954)
- Time Is the Simplest Thing (1961)
- The Trouble with Tycho (1961, dansk titel Mysteriet i Tycho)
- The Walked Like Men (1962)
- Way Station (1963, dansk titel Mellemstation)
- All Flesh Is Grass (1965, dansk titel Den usynlige mur)
- Why Call them Back From Heaven? (1967)
- The Werewolf Principle (1967)
- The Goblin Reservation (1968)
- Out of Their Minds (1970)
- Destiny Doll (1971)
- A Choice of Gods (1972, dansk titel Gudernes udvalgte)
- Cemetery World (1973)
- Our Children's Children (1974)
- Enchanted Pilgrimage (1975)
- Shakespeare's Planet (1976)
- A Heritage of Stars (1977)
- The Fellowship of the Talisman (1978)
- Mastodonia (1978)
- The Visitors (1980)
- Project Pope (1981)
- Where the Evil Dwells (1982)
- Special Deliverance (1982)
- Highway of Eternity (1986)

Denne artikel er en oversættelse af artiklen Clifford D. Simak på den engelske Wikipedia. 
1. ↑  Navnet er anført på svensk og stammer fra Wikidata hvor navnet endnu ikke findes på dansk.